# Lépron-les-Vallées
Lépron-les-Vallées ist eine französische Gemeinde mit 65 Einwohnern (Stand 1. Januar 2022) im Département Ardennes in der Region Grand Est (vor 2016: Champagne-Ardenne). Sie gehört zum Arrondissement Charleville-Mézières, zum Kanton Signy-l’Abbaye und zum Gemeindeverband Ardennes Thiérache.

## Geographie
Die Gemeinde liegt im 2011 gegründeten Regionalen Naturpark Ardennen. Umgeben wird Lépron-les-Vallées von den Nachbargemeinden Aubigny-les-Pothées im Westen und Nordwesten, Vaux-Villaine im Nordosten und Osten, Thin-le-Moutier im Südosten sowie von dem Kantonshauptort Signy-l’Abbaye im Süden.

## Geschichte
Die Gemeinde Lépron-les-Vallées war bis zu ihrer Eigenständigkeit 1871 Teil der Gemeinde Vaux-Villaine.

## Bevölkerungsentwicklung
| Jahr                      | 1962 | 1968 | 1975 | 1982 | 1990 | 1999 | 2007 | 2018 |
| Einwohner                 | 83   | 72   | 59   | 61   | 50   | 59   | 84   | 76   |
| Quelle: Cassini und INSEE |      |      |      |      |      |      |      |      |

## Sehenswürdigkeiten

Kirche Saint-Remi

- Kirche Saint-Remi